# ريمو روسي (نحات)
ريمو روسي هو نحات سويسري، ولد في 27 سبتمبر 1909 في لوكارنو في سويسرا، وتوفي في 30 ديسمبر 1982 في برن في سويسرا.